# Taula per la Democràcia
La Taula per la Democràcia és una entitat catalana creada el 27 de setembre de 2017 per agrupar organitzacions socials, sindicals i patronals de la societat civil amb l'objectiu de vertebrar una resposta unitària en la defensa de les institucions catalanes, els drets fonamentals, la democràcia i el dret a decidir del poble català. La plataforma es considera com l'hereva del Pacte Nacional pel Referèndum.

## Entitats membres
Les entitats membres s'integraren en el projecte a diferents ritmes, discernint així entre promotors, impulsors i adherits.
| - Comissions Obreres de Catalunya (CCOO) - Unió General de Treballadors de Catalunya (UGT) - Unió de Pagesos - Assemblea Nacional Catalana (ANC) - Òmnium Cultural - Associació Catalana d'Universitats Públiques (ACUP) - Consell Nacional de la Joventut de Catalunya (CNJC) - Confederació d'Associacions Veïnals de Catalunya (CONFAVC) - Federació d'Assemblees de Pares i Mares de Catalunya (FAPAC) - Federació d'Organitzacions per a la Justícia Global (LaFede.cat) - Unió de Federacions Esportives de Catalunya (UFEC) | - Associació d'Actors i Directors Professionals de Catalunya (AADPC) - Associació d'Escriptors en Llengua Catalana (AELC) - Associació Teatre Dona - Ateneu Barcelonès - Barnasants - Casa nostra, casa vostra - CECOT - Centre Internacional Escarré per a les Minories Ètniques i Nacionals (CIEMEN) - Comissió de la Dignitat - Comitè Olímpic de Catalunya - Consell de la Joventut de Barcelona (CJB) - Consell de l'Estudiantat de les Universitats Catalanes (CEUCAT) - Coordinadora de Colles Castelleres de Catalunya (CCCC) - Drets - Ecologistes en Acció | - Esplais Catalans (ESPLAC) - Federació Catalana d'Escoltisme i Guiatge (FCEG) - Federació de Moviments de Renovació Pedagògica de Catalunya (FMRPC) - Front d'Alliberament Gai de Catalunya (FAGC) - Fundació Catalana de l'Esplai (Fundesplai) - Fundació per la Pau (FundiPau) - Intersindical-CSC - Moviment Laic i Progressista (MLP) - Observatori DESC - PIMEC - Plataforma Pro Seleccions Esportives Catalanes - Sindicat de la imatge UPIFC - Sindicat de Periodistes de Catalunya (SPC) - SOS Racisme Catalunya - Universitat de Vic (UVic) - Unió Sindical Obrera de Catalunya (USOC) |

### Adherits
Juntament amb les 11 promotores i les 31 impulsores, uns 48 col·lectius s'adheriren a la plataforma, per conformar un total de 90 entitats membres, tant de l'àmbit econòmic i social com polític i cultural.

## Manifest fundacional
Les entitats socials, sindicals i patronals reunides al Museu d'Història de Catalunya de Barcelona manifestaren:
1. Ens aplega la necessitat de donar una resposta unitària en defensa de les institucions catalanes, els drets fonamentals, el dret que té el poble català a decidir el seu futur polític i la democràcia.
2. Manifestem preocupació per la vulneració dels drets fonamentals i les llibertats democràtiques que s'estan produint aquests dies per part del Govern i els organismes de l'Estat.
3. Fem una crida a la societat catalana a respondre d'una manera pacífica, ferma i continuada en defensa de les institucions i dels drets fonamentals.
4. Considerem que els problemes polítics han de tenir una resposta política i no repressiva, i, per això, instem les institucions europees i internacionals a vetllar perquè així sigui.
5. Ens constituïm en un espai plural i unitari per defensar les institucions de Catalunya i els drets i llibertats fonamentals dels ciutadans i ciutadanes, i reivindiquem el dret a decidir el futur polític del poble de Catalunya.
6. Ens comprometem a respondre de manera coordinada i continuada davant de qualsevol acció que conculqui els drets fonamentals i no descartem cap forma pacífica i consensuada de mobilització i resposta de país.